# Rhys Williams (atleta)
Rhys Williams (Cardiff, Reino Unido, 27 de febrero de 1984) es un atleta británico, especialista en la prueba de 400 m vallas en la que llegó a ser campeón europeo en 2012.

## Carrera deportiva
En el Campeonato Europeo de Atletismo de 2006 ganó la medalla de plata en los relevos 4x400 metros, con un tiempo de 3:01.63 segundos, llegando a meta tras Francia y por delante de Polonia.
En el Campeonato Europeo de Atletismo de 2012 ganó la medalla de oro en los 400 m vallas, con un tiempo de 49.33 segundos que fue la mejor marca de la temporada, llegando a meta por delante del serbio Emir Bekrić (plata con 49.49 segundos) y el ucraniano Stanislav Melnykov (bronce).